# Syconycteris carolinae
Syconycteris carolinae is een vleermuis uit het geslacht Syconycteris die voorkomt op Batjan en Halmahera in de Molukken (oostelijk Indonesië). De beschrijver, Frank Rozendaal van het Nationaal Natuurhistorisch Museum (Naturalis), noemde de soort naar zijn vrouw Caroline, als dank voor haar hulp bij het veldwerk.
Syconycteris carolinae is de grootste soort van het geslacht. Anders dan veel andere vleerhonden heeft S. carolinae geen staart. De kop-romplengte bedraagt 83,0 tot 97,8 mm, de voorarmlengte 55,6 tot 61,6 mm, de tibialengte 20,5 tot 24,7 mm, de oorlengte 13,2 tot 16,8 mm en het gewicht 35 tot 47 g.